# 아이다 (뮤지컬)
《아이다》(영어: Aida)는 주세페 베르디가 작곡한 동명의 오페라를 바탕으로 한 뮤지컬이다. 엘튼 존이 작곡하고 팀 라이스가 작사를 한 작품이다.

## 줄거리
현대 박물관의 이집트 관, 고대 왕국의 여왕이었던 암네리스가, 이집트와 그 이웃나라였던 누비아 사이의 전쟁이 최고조에 달했던 시대의 투쟁과 그 안에서 꽃피었던 사랑이야기로 관객들을 초대한다. 이집트 사령관인 라다메스는 나일강에서 고향으로 향하던 항해를 준비하던 중 그의 군인들이 포획한 누비아 여인들을 보게된다. 그들 중, 아이다는 특별히 용기있고 매력적으로 보였고, 라다메스는 그 앞에서의 그녀의 끊임없는 반항에 그녀의 모습이 특별히 각인된다. 라다메스는 고향으로 돌아와 그의 누비아인 신하 메렙과 함께 아이다를 이집트 공주 암네리스에게 죽었다

## 등장인물
- 아이다:누비아의 공주이자 이집트 암네리스 공주의 하녀다.
- 라다메스:이집트에서 제일 잘나가는 장군이자 암네리스의 약혼자이다.
- 암네리스:이집트 파라오의 딸이자 공주다.
- 메렙:라다메스가 가장 믿는 하인이며 누비아족이다
- 네헤브카:누비아 족인 이집트 노예이며 아이다 대신 죽어준다.
- 조세르:라다메스의 아버지. 권력에 미쳤다
- 파라오:이집트의 왕이다 병에 걸려 살 날이 얼마 안남았다.

## 창작진
- 대본: 린다 울버튼,  데이빗 헨리 황
- 작곡: 엘튼 존
- 작사: 팀 라이스

## 캐스팅 정보
| 시즌 | 아이다        | 라다메스      | 암네리스      |
| ---- | ------------- | ------------- | ------------- |
| 2019 | 윤공주 전나영 | 김우형 최재림 | 아이비 정선아 |
| 2016 | 윤공주 장은아 | 김우형 민우혁 | 아이비 이정화 |
| 2012 | 소냐 차지연   | 김준현 최수형 | 안시하 정선아 |
| 2010 | 옥주현        | 김우형        | 정선아        |
| 2005 | 문혜영 옥주현 | 이건명 이석준 | 배해선        |